# تکسولا (اکلاهما)
تکسولا(به انگلیسی: Texola) شهری در ایالت اکلاهما کشور ایالات متحده آمریکا است که جمعیت آن در سرشماری سال ۲۰۱۰ میلادی، ۳۶ نفر بوده‌است.